# Pałac Czartoryskich w Kalwarii Zebrzydowskiej
Pałac Czartoryskich w Kalwarii Zebrzydowskiej – nieistniejący późnobarokowy pałac Czartoryskich wybudowany w latach 1729–1731 przez Józefa Czartoryskiego (w sąsiedztwie klasztoru i Bazyliki MB Anielskiej).

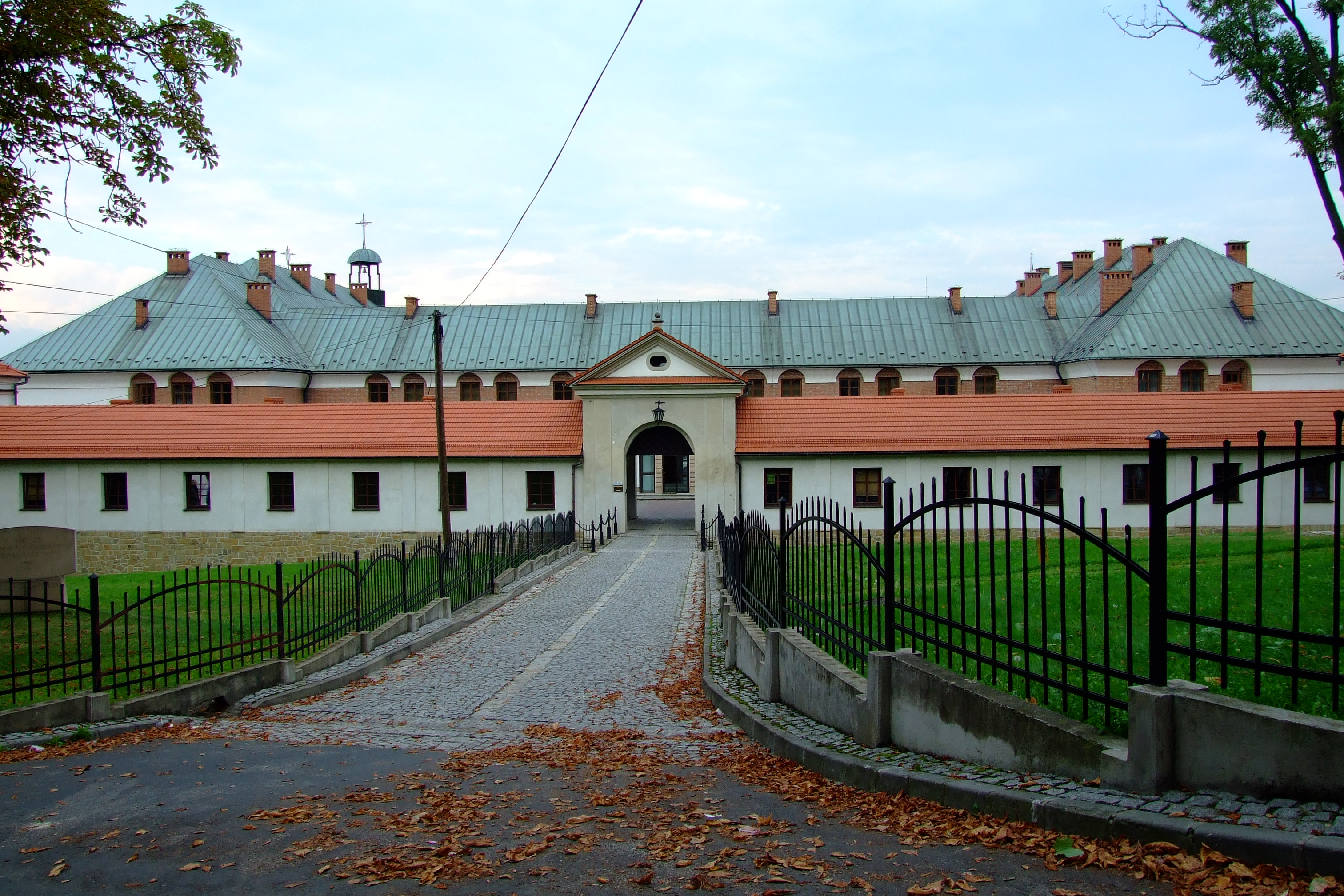
Oficyna z bramą, za nią gmach Wyższego Seminarium Duchownego.

W 1871 r. pałac został rozebrany, zachowały się tylko murowana oficyna z bramą, położone równolegle do fasady budynku oraz (od frontu) fosa, kamienny most, ogród pałacowy.
Pałac składał się z głównej części w której znajdowały się reprezentacyjne sale i apartamenty księcia oraz dwóch skrzydeł gdzie mieściły się kuchnie, łazienki, mieszkania dla licznej służby, spiżarnię i pokój kredensowy. Natomiast w głównej części były: Wielka sala balowa, sala biblioteczna z pokaźnymi zbiorami, pokój z 22 obrazami, 2 gabinety, duży pokój gościnny, skarbiec,garderoba, kaplica św. Onufrego i sala apteczna. Pokoje były bogato zdobione w stylu barokowym, miały piękne stiuki, kurdybany i rzeźbione meble. Przy pałacu był ogród francuski i oranżerię założone przez najlepszych wiedeńskich architektów.
Zachowana oficyna z bramą pałacu  Czartoryskich oraz ogród pałacowy stanowią część zespołu klasztornego bernardynów z założeniem kalwaryjskim wpisanego do rejestru zabytków nieruchomych (nr rej.: A-739 z 23.11.1999).
W latach 1984–1993 na miejscu pałacu wybudowano Wyższe Seminarium Duchowne.